# Пенцлін Едуард Адольфович
Едуард Адольфович Пенцлін  (16 листопада 1903, Харків, Російська імперія — 1990) — радянський російський кінорежисер, сценарист.

## Життєпис
Закінчив режисерський факультет Державного технікуму кінематографії в Москві (1927). Працював на Тбіліській, Київській, Одеській, Ташкентській, Ризькій та Свердловській кіностудіях.
Поставив в Україні фільми: «Винищувачі» (1939) і «Таємничий острів» (1941).